# لائورا اسکیبل
لائورا اسکیبل یا لورا اسکوئیول (به اسپانیایی: Laura Esquivel) (زادهٔ ۳۰ سپتامبر ۱۹۵۰) نویسندهٔ مکزیکی است که نقش به سزایی در ادبیات آمریکای لاتین ایفا کرده‌است. او سومین فرزند از چهار فرزند خولیو سزار اسکیبل (به اسپانیایی: Julio César Esquivel) (تلگراف‌چی) و خوسفا والدس (به اسپانیایی: Josefa Valdés)است.

## نویسندگی
او در سالهای ۱۹۷۹ و ۱۹۸۰، برای سریال‌های فرهنگی کودکان برای تلویزیون مکزیک می‌نوشت. او در سال ۱۹۸۳، «مرکز اختراعات پایدار» را تأسیس کرد که در آن کارگاه‌های آموزشی هنری برای کودکان برگزار می‌شد.
کار در تلویزیون او را به نوشتن فیلم نامه برای سینما علاقه‌مند کرد. اما از آنجایی که سینما، صنعت سخت گیری است، بعد از مدتی، لائورا با ناامیدی با حجم انبوه فیلم نامه‌های تلنبار شده اش مواجه شد که به سینما راه پیدا نمی‌کردند. اما این، سرآغاز تصمیم او برای نگارش کتاب «مثل آب برای شکلات» بود.
در سال ۱۹۹۲، از روی کتاب «مثل آب برای شکلات» فیلمی با همین نام توسط آلفونسو آرائو ساخته شد. این فیلم توانست ۱۰ جایزهٔ آریل، از طرف «آکادمی فنی و هنری سینمایی مکزیک» را به خود اختصاص دهد. فیلم و کتاب هر دو به حدود ۳۰ زبان دیگر ترجمه شده‌اند و در کشورهای دیگر نیز با استقبال رو به رو شده‌اند.

## آثار
رمان‌ها:
- مثل آب برای شکلات- ۱۹۸۹
- قانون عشق- ۱۹۹۵
- مستان صمیمی- ۱۹۹۸
- ستارهٔ دریا نورد کوچک- ۱۹۹۹
- کتاب عواطف- ۲۰۰۰
- به سرعت آرزو- ۲۰۰۱
- مالینچه- ۲۰۰۶

مجموعه‌ها:
- در میان دو آتش: نوشته‌های محرمانه دربارهٔ زندگی، عشق، غذا و طعم- ۲۰۰۱

واقع‌گرایانه (نانفیکشن)
- در هوای نفس- ۱۹۹۵